# Élections législatives de 1956 au Cameroun français
Des élections législatives ont eu lieu au Cameroun français le 23 décembre 1956. Elles sont remportées par l'Union Camerounaise qui obtient 30 des 70 sièges.

## Résultats
L'Union Camerounaise obtient 30 des 70 sièges. Le taux de participation est de 41,4%.
| Parti                                          | Voix    | %     | Sièges |
| ---------------------------------------------- | ------- | ----- | ------ |
| Union Camerounaise                             | 249 693 | 34,35 | 30     |
| Parti des démocrates camerounais               | 152 000 | 20,91 | 20     |
| Paysans indépendants                           | 69 457  | 9,56  | 8      |
| Mouvement d’Action Nationale Camerounaise      | 48 666  | 6,70  | 8      |
| Section française de l'Internationale ouvrière | 18 001  | 2,48  | 3      |
| Autres partis                                  | 189 000 | 26,00 | 3      |
| Total                                          | 726 817 | 100   | 70     |